# Хироши Ошима
Барон Хироши Ошима (19 април 1886 – 6 юни 1975) е японски генерал от Императорската армия.
Той е посланик на Япония в Нацистка Германия по време на Втората световна война. Тогава са засечени и разшифровани негови секретни доклади и той се оказва сред ценните източници на информация на съюзническото разузнаване. Неговата роля е описана от американския генерал генерал и политик Джордж Маршал, който определя Ошима като „главния ни източник на информация относно намеренията на Хитлер в Европа“.Ужас е!

## Биография

### Ранни години
Ошима произхожда от известен японски род от префектура Гифу. Неговият баща – Ошима Кеничи, е военен министър от 1916 до 1918 г. Хироши завършва Императорската военна академия през 1906 г. В периода 1923 – 1924 г. служи като военно аташе в Будапеща и Виена. След завръщането си в Япония е назначен за командир на 10-и артилерийски полк (1930 – 1931). 

### Военна кариера
През 1934 г., полковник Ошима е изпратен като военно аташе в Берлин. Говори немски език почти перфектно и скоро става близък приятел с Йоахим фон Рибентроп, който е предпочитания от Хитлер външнополитически съветник. Въпреки че фюрерът използва Министерството на външните работи (Auswärtiges Amt) само привидно при взимането на решения за външната политика, всъщност той е доста зависим от личното мнение на Рибентроп.
С помощта на министъра, през есента на 1935 г. е проведена частна среща между Хитлер и Ошима. С подкрепата на нацисткото ръководство и Генералния щаб на японската Императорска армия, баронът бързо се изкачва нагоре в йерархията, докато е в Берлин. Повишен е в звание генерал-лейтенант, а през 1938 г. е назначен за японски посланик в Германия.
На следващата година Ошима е привикан обратно в Япония и се завръща през Съединените щати. По настояване на нацисткото правителство, в началото на 1941 г. е изпратен отново в Берлин. През целия си престой в Германия, баронът се опитва да изгради по-близки отношения между двете страни, включващо военно сътрудничество в Индийския океан и значително спомага за подписването на Антикоминтерновския пакт (на 25 ноември 1936 г.) и Тристранния пакт (на 27 септември 1940 г.). Неговата фанатична подкрепа за нацистката идеология е толкова силна, че американският журналист Уилям Шайрър записва в книгата си „Възход и падение на Третия Райх“, че Ошима е повече „нацист от самите нацисти“. 
Близките отношения на барона с Хитлер и Рибентроп му дава голям достъп за чужденец до германските военни планове и държавна политика, сравним единствено с този на Чърчил до намеренията на американското командване. На свой ред, фюрерът, въпреки расовия си шовинизъм, се възхищава на милитаристична Япония и прави Ошима свой личен довереник. Мнението на Хитлер е толкова високо, че баронът е един от само 8-те носители на Големия кръст на ордена „Германски орел“ (златен) – отличието му е връчено след японската атака над Пърл Харбър в края на 1941 г.
Ошима посещава Източния фронт и Атлантическия вал и продължава периодично да се среща с Хитлер и другите нацистки лидери. Пише педантични донесения за информацията, осигурена му от немското командване и незабавно ги изпраща по радиото до Токио, използвайки шифровъчната машина 97-shiki ōbun inji-ki (кодово име на САЩ – PURPLE). Незнайно за японците обаче, кодът е разшифрован от американските военни през 1940 г. и докладите на Ошима до Япония се четат едновременно и във Вашингтон. Често се случва даже американците да ги четат предварително, поради честите проблеми с връзката между страните от Оста.

### Прихванатите телеграми
На практика са прихванати всички съобщения на Ошима: приблизително 75 за 11 месеца от 1941 г., близо 100 през 1942, 400 през 1943, 600 през 1944 г. и около 300 през януари-април месеца на 1945 г., когато Германия все още воюва.
Докато някои от предвижданията на барона се оказват погрешни (смята, че Великобритания ще се предаде до края на 1941 г.), докладите му за конкретните дати в плановете на германското ръководство се оказват безценни за Съюзниците. Например, на 6 юни 1941 г. изпраща телеграма, че Германия ще нападне СССР на 22 юни с.г. Друг пример е съобщение от ноември 1943 г., когато баронът е поканен на 4-дневна инспекция на укрепленията на Атлантическия вал на брега на Франция. При завръщането си в Берлин описва всичко в обширен доклад от 20 страници, давайки описание на разположението на всяка германска дивизия, както и личния ѝ състав и въоръжение. Описва подробно противотанковите ровове и въоръжението на бункерите, изградени близо до брега. Това осигурява ценна информация за разузнаването и планирането на десанта в „Деня Д“ (на английски: D-day). Съюзниците също така разбират, че дезинформацията по операция „Сила на духа“ върши своята работа – само седмица преди нападението Хитлер споделя на Ошима: „докато Съюзниците извършват отвличаща вниманието подготовка за десант в Норвегия, Бретан или Нормандия, те ще открият втори фронт в района на Дувърския пролив.“ Така Ошима съобщава в Токио, че елитните германски сили ще са разположени край Ламанша и няма да очакват атаката в Нормандия.
Телеграмите му също така се оказват ценни и за хората, които планират и провеждат кампаниите по бомбардирането на Германия, тъй като баронът изпраща подробни детайли от щетите, нанесени от съюзническите рейдове над определени германски цели.

### В края на войната и след нея
С напредването на войната и отстъплението на Вермахта Ошима не престава да вярва, че Германия ще победи. Все пак през март 1945 г. докладва до Токио за „опасността Берлин да се превърне в бойно поле“ и разкрива страха си, че „другия месец може да се наложи да напусне града“. На 13 април се среща с Рибентроп за последен път и отправя патетична молба да му бъде разрешено да остане, за разлика от другите чужди посланици, на които Хитлер заповядва да напуснат столицата. Молбата му обаче не е удовлетворена и на следващия ден, заедно с по-голямата част от персонала на посолството, той отпътува към Бад Гащайн, планински курорт в Австрия, където е изпратил жена си по-рано.
След по-малко от месец Германия капитулира и Ошима и помощниците му са арестувани. Отведени са в САЩ на 11 юли с.г. След разпити и задържане в хотел в Пенсилвания баронът се завръща в Япония.
Ошима се радва на свободата си сравнително кратко време – на 16 декември 1945 г. отново е арестуван и към него са отправени обвинения за военни престъпления. Изправен пред Международния военен трибунал за Далечния изток, на 12 ноември 1948 г. е признат за виновен в разпалването на агресивна война и осъден на доживотен затвор. В края на 1955 г. е освободен с условна присъда, която е смекчена 3 години по-късно.
Барон Хироши Ошима умира през 1975 г., като така и не научава, че е осигурявал ценна информация на Съюзниците по време на войната.